# Convento de las Agustinas e iglesia de la Purísima (Salamanca)
El convento de las Agustinas y la iglesia de la Purísima forman un conjunto conventual de clausura situado en el centro histórico de la ciudad de Salamanca. Fue declarado Monumento Nacional por Decreto de 15 de abril de 1935.

## Historia
La fundación del convento se debe a Manuel de Zúñiga y Fonseca, VI conde de Monterrey, en 1636 para albergar a su hija, Inés Francisca de la Visitación, que fue priora del mismo. Las obras finalizaron en 1687. El Convento se sitúa frente al Palacio de Monterrey, residencia del mecenas. La iglesia de la Purísima, parte pública del convento, fue pensada por el conde como capilla funeraria para sí y su familia.

## Características
Con planta de cruz latina, de una nave y con capillas a los lados, la iglesia se inició en 1636 según trazas de Bartolomeo Picchiatti, mientras que de los cinco retablos, el púlpito, las tumbas y las puertas de entrada fueron diseñadas por Cosimo Fanzago (1593-1678), dándole un marcado carácter italiano a la construcción.
En la fachada de la iglesia llama la atención su pórtico, con 33 metros de longitud y tres cuerpos separados. En su interior, destaca el Retablo Mayor en mármol, con un importante cuadro de la Inmaculada Concepción, obra de José de Ribera (1635) y modelo para gran parte de los pintores del Siglo de Oro. A sus lados hay otras cuatro pinturas: San José y San Joaquín y Santa Ana probablemente de Cavedone (laterales superiores izquierdo y derecho del conjunto), San Juan Bautista en el estilo de Guido Reni (lateral inferior izquierdo), y San Agustín (lateral inferior derecho) considerado de escuela flamenca y atribuido en 2017 a Rubens, que lo habría pintado entre 1614 y 1620. En la parte superior del retablo, La Piedad es también de José de Ribera.
Distribuidas por la iglesia hay otras pinturas. De José de Ribera son las de San Jenaro y San Agustín. A Giovanni Lanfranco corresponden los lienzos de San Nicolás de Tolentino y la Anunciación. La Virgen del Rosario es de Massimo Stanzione y la Crucifixión de Francesco Bassano. En cuanto a las estatuas orantes de los condes situadas en sendos nichos a ambos lados de la capilla mayor son obra de Giuliano Finelli.
En 1657 la cúpula original se desplomó y fue reconstruida en 1675 siguiendo un proyecto del agustino Fray Lorenzo de San Nicolás.